# Zbigniew Skorny
Zbigniew Skorny (ur. 5 października 1926 r. we Lwowie, zm. 12 lutego 2012 r. we Wrocławiu) – polski psycholog i pedagog, wykładowca Uniwersytetu Wrocławskiego.

## Życiorys
Urodzony 5 października 1926 we Lwowie. Od 1947 r. studiował na Wydziale Humanistycznym Uniwersytetu Wrocławskiego, angażując się w działalność ZMP oraz ZSP i kierując kołem naukowym psychologów. Studia ukończył w 1951 r., jednak jeszcze jako student otrzymał w 1949 r. propozycję pracy w Katedrze Psychologii Ogólnej UWr. Już w 1952 r. stracił pracę, gdy władze zlikwidowały na UWr studia psychologiczne. Przeniósł się wówczas do Wałbrzycha i podjął pracę w tamtejszym Liceum Pedagogicznym, m.in. na stanowisku zastępcy dyrektora placówki. W latach 1956–1958 pracował w Wojewódzkim Ośrodku Doskonalenia Kadr Oświatowych we Wrocławiu i jako wykładowca psychologii w Studium Nauczycielskim we Wrocławiu.
W 1960 wrócił na UWr, został pracownikiem Instytutu Psychologii i pracował w nim do 1998, kolejno awansując do stanowiska jego dyrektora. Ponadto pełnił m.in. funkcje prodziekana Wydziału Filozoficzno-Historycznego i kierownika Zakładu Psychologii Nauczania i Wychowania. Doktoryzował się w 1963 roku, a pięć lat później uzyskał habilitację.
Autor 10 monografii i podręczników oraz ok. 140 artykułów, skupiających się na problematyce poziomu aspiracji, mechanizmów dostosowania i niedostosowania społecznego oraz metodologii i metod badań psychologicznych. Twórca stosowanego przez wiele lat programu nauczania psychologii na studiach nauczycielskich.
Zginął wraz z żoną w pożarze swojego wrocławskiego mieszkania 12 lutego 2012 roku i 21 lutego został pochowany na cmentarzu św. Wawrzyńca we Wrocławiu.

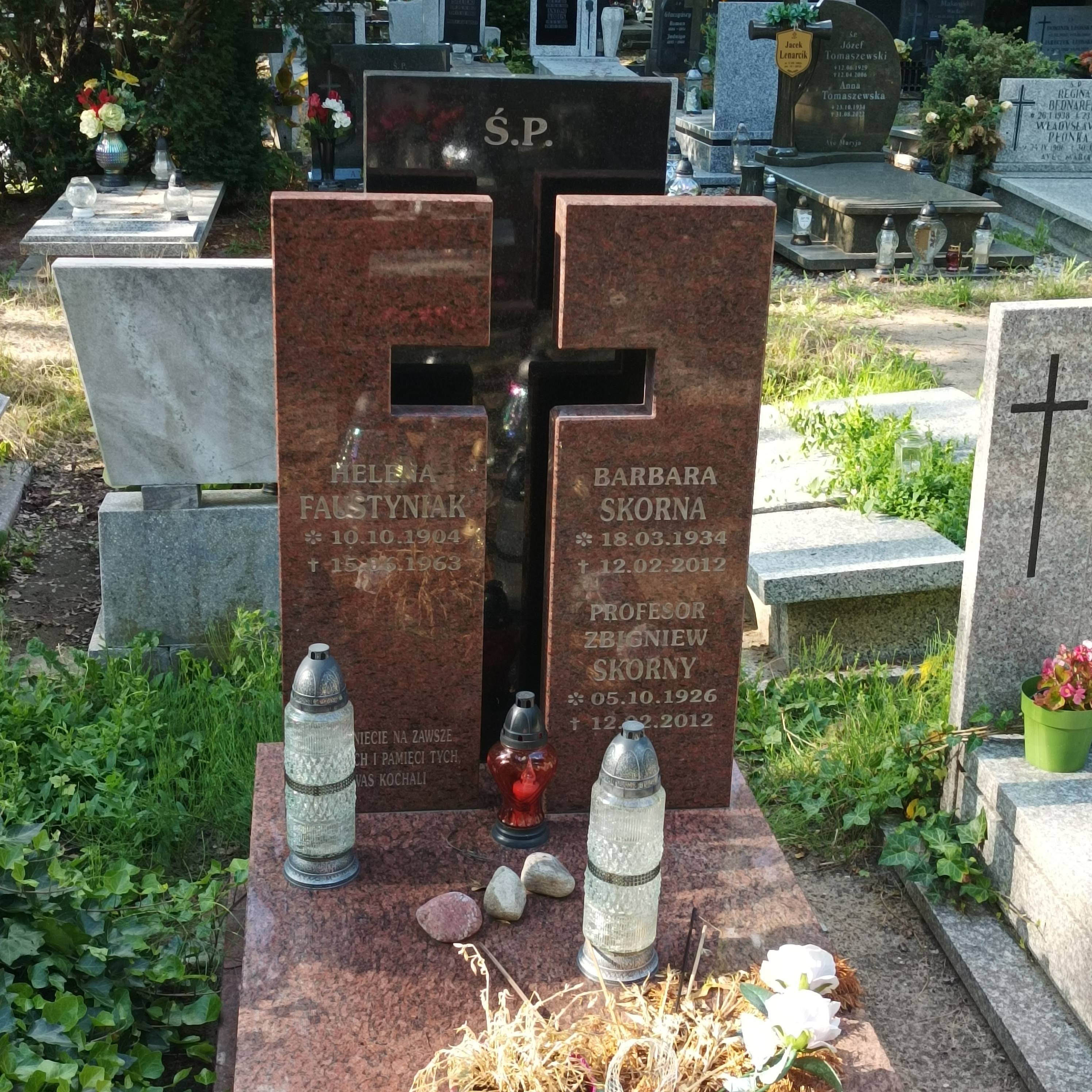
Grób prof. Zbigniewa Skornego na cmentarzu św. Wawrzyńca we Wrocławiu

## Odznaczenia[1]
- Krzyż Kawalerski Orderu Odrodzenia Polski
- Złoty Krzyż Zasługi
- Odznaka tytułu honorowego „Zasłużony Nauczyciel PRL”
- Nagroda Ministra Szkolnictwa Wyższego (siedmiokrotnie)
- Nagroda Rektora Uniwersytetu Wrocławskiego